# Seklerszczyzna

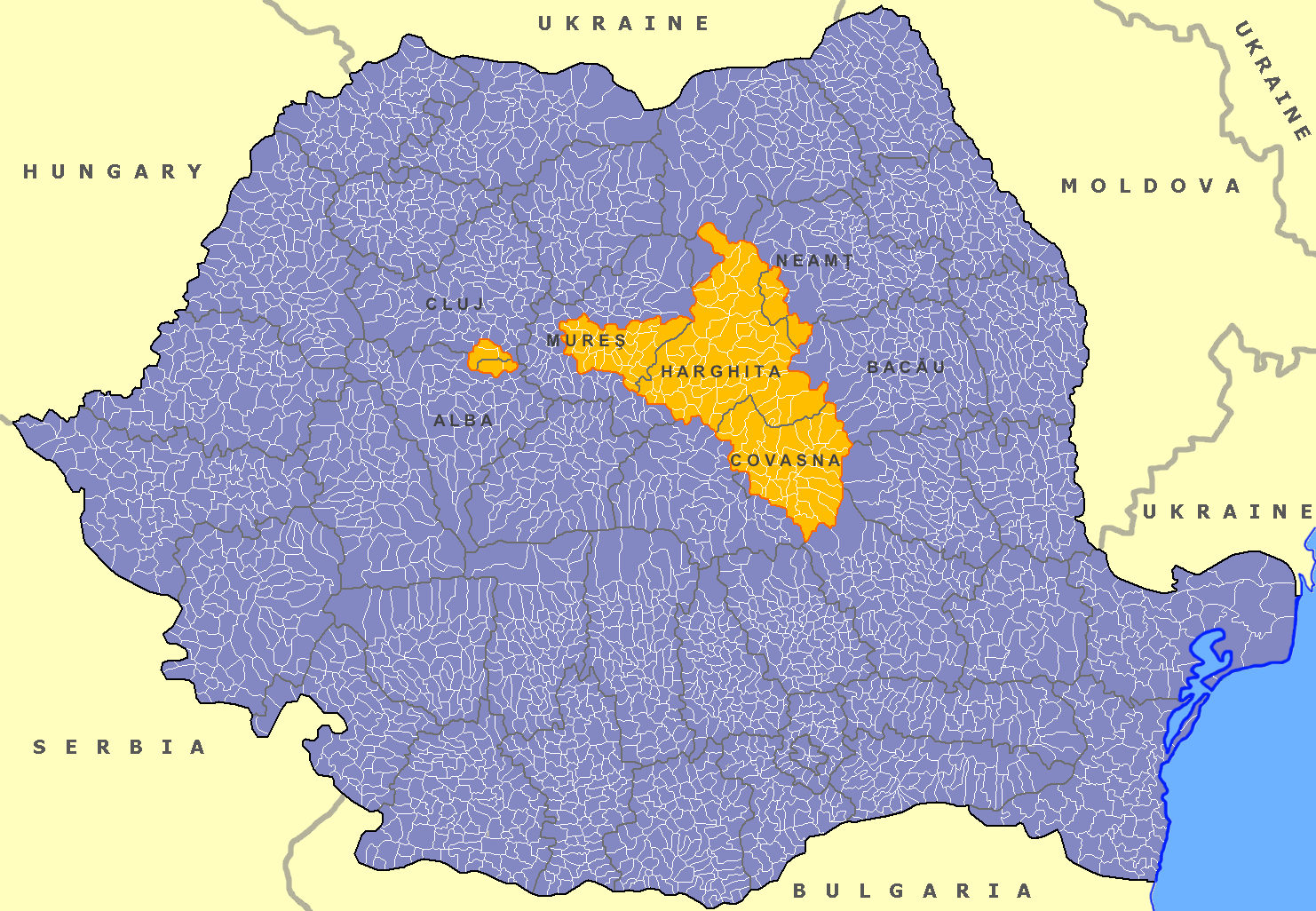
Podział administracyjny Rumunii; Seklerszczyznę zaznaczono na żółto

Seklerszczyzna (węg. Székelyföld – „ziemia Seklerów”) – obszar w południowo-wschodnim Siedmiogrodzie (dzisiejsza Rumunia), obejmujący okręgi Harghita, Covasna i Marusza, zamieszkany przez węgierskojęzycznych Seklerów.
Główne miasta:
- Braszów (węg. Brassó, rum. Brașov)
- Miercurea-Ciuc (węg. Csíkszereda)
- Odorheiu Secuiesc (węg. Székelyudvarhely)
- Târgu Mureș (węg. Marosvásárhely, rzadziej (Székely-)Vásárhely)
- Sfântu Gheorghe (węg. Sepsiszentgyörgy).